# Dorpspomp (Veerle)

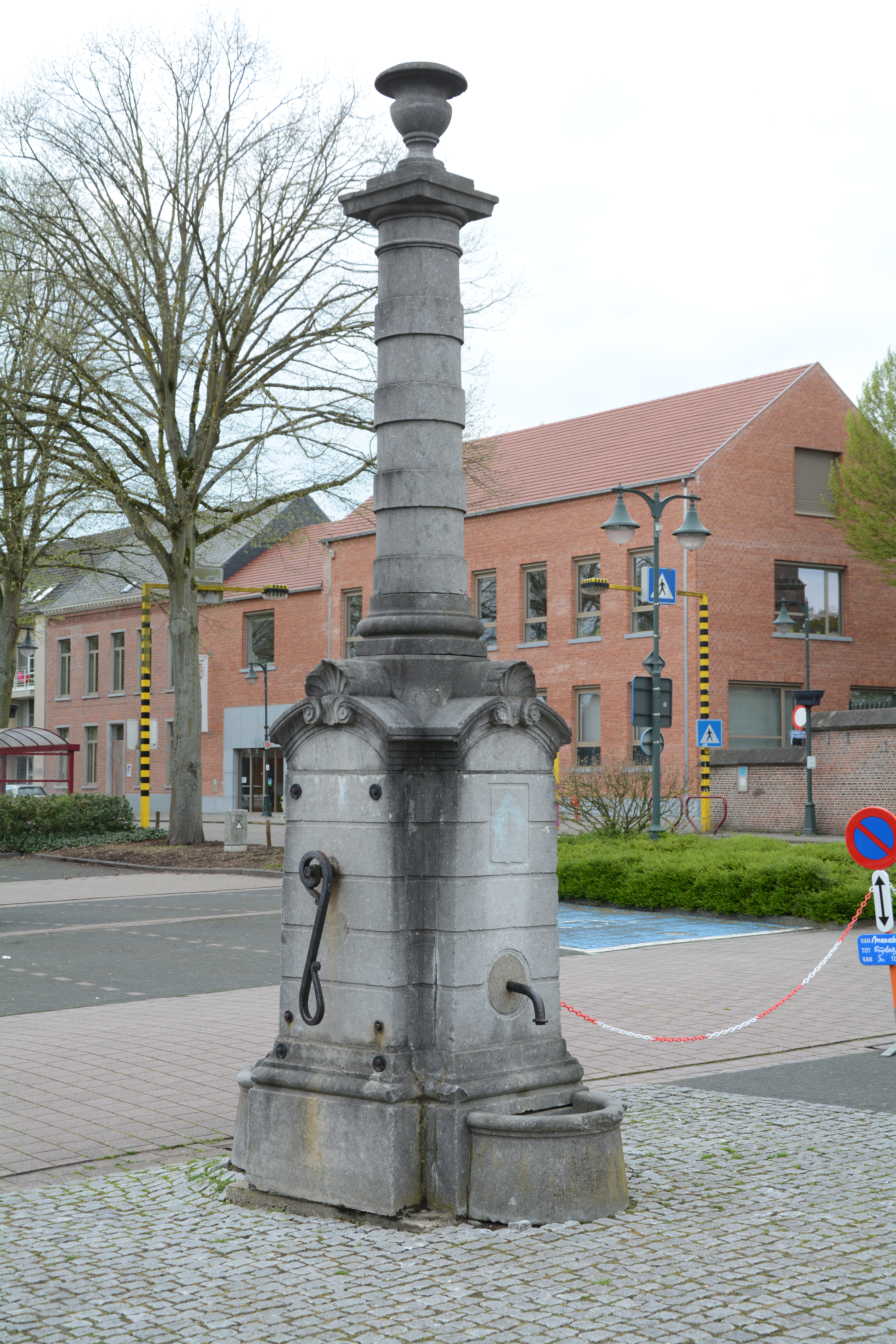
Dorpspomp

De dorpspomp is een monumentale pomp in de tot de Antwerpse gemeente Laakdal behorende plaats Veerle, gelegen aan Veerledorp.
Deze pomp werd opgericht in1877 op grond die door baron Zereso de Tejada werd geschonken. Hij werd ontworpen door Pieter Jozef Taeymans en heeft een basis met halfronde waterbekkens waarboven zich een zuil verheft waarop zich een ornament in de vorm van een vaas bevindt.